# St. Pius (Bielefeld)

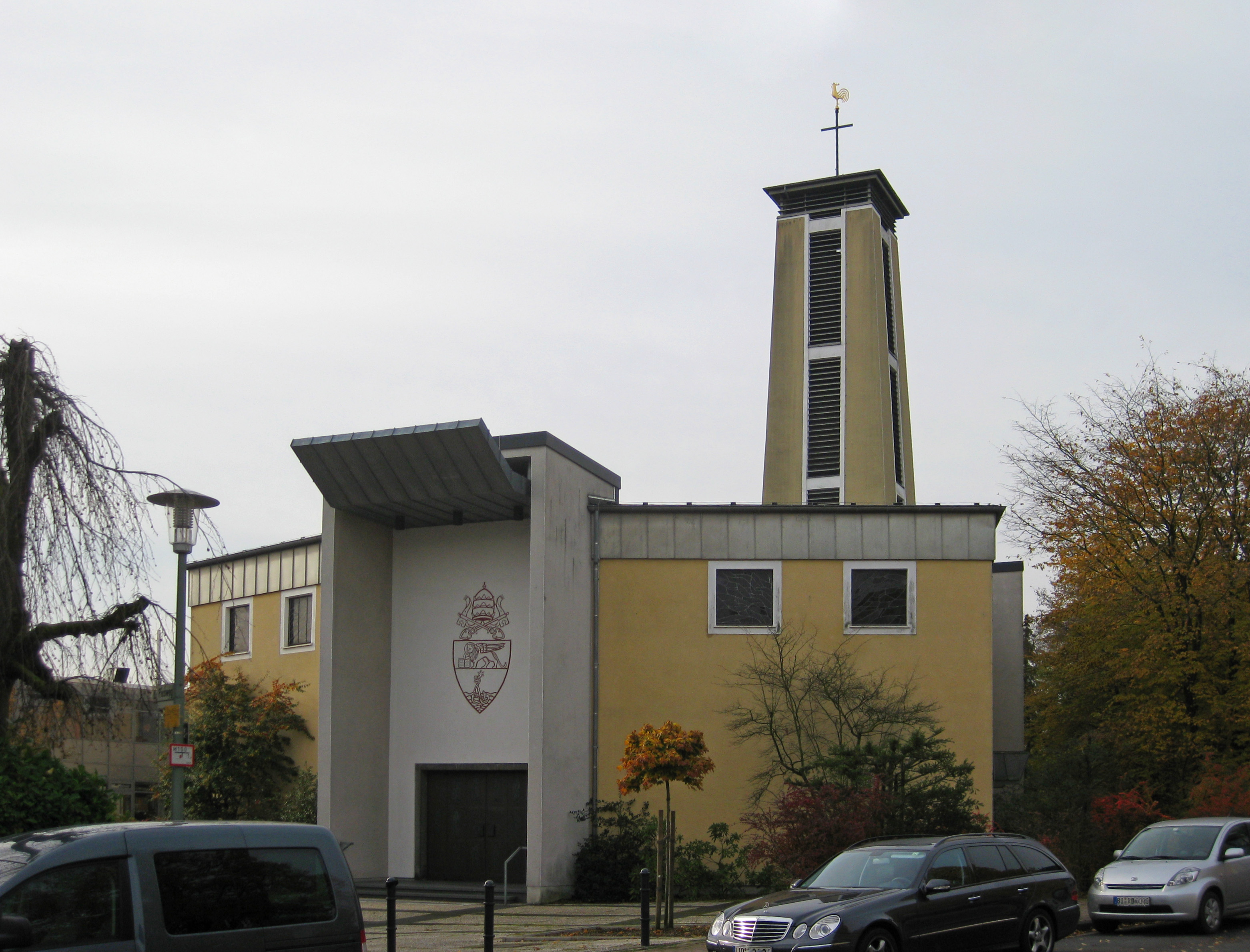
St. Pius in Bielefeld-Gadderbaum

Die Kirche St. Pius war eine römisch-katholische Kirche im Bielefelder Stadtbezirk Gadderbaum, Nordrhein-Westfalen. Strukturell ist die Gemeinde eine Vikarie von St. Jodokus im Pastoralverbund Bielefeld-Mitte des Dekanats Bielefeld-Lippe im Erzbistum Paderborn. Zum Einzugsbereich der Kirchengemeinde zählen auch die Krankenhäuser Gilead und Bethel.

## Architektur
Die Kirche wurde von 1957 bis 1958 im Nordwesten der Gemeinde Gadderbaum errichtet. Das Patrozinium bezieht sich auf Papst Pius X., sein Wappen war über dem Eingang angebracht. Die Kirche war ein charakteristisches Beispiel für neue Tendenzen im Kirchenbau der Region, die neben west- und ostfälischen Traditionen liturgische und architektonische Anregungen aus dem Rheinland aufnahm. Diese neue Bewegung setzte sich zunächst nur langsam und in sehr unterschiedlichen Bauten durch. Die vom Bielefelder Architekten Willy Kirchner entworfene Kirche St. Pius galt als „das erste typische Beispiel neuer Form“ im Kirchenbau dieser Zeit. Das errichtete Gebäude stand auf einem trapezförmigen Grundriss, es besaß als erste Kirche im Erzbistum keine sichtbar geneigten Dachflächen. Die Orgel wurde 1973 aus Teilen der ursprünglich für St. Jodokus von Anton Feith in den Jahren 1913 und 1954 erbauten Orgeln errichtet; sie enthielt damit den zweitältesten Pfeifenbestand der Stadt.
Die Kirche wurde Ende August 2016 entwidmet und 2017 abgerissen. Orgel, Glocken und sonstige Kunstwerke wurden geborgen und entweder verkauft oder eingelagert. Die Kirche machte einer Erweiterung des Pius-Heims Platz. Gottesdienste finden seitdem in der Marienkapelle des Pius-Heims statt.

## Ausstattung
Das Kirchenportal und verschiedene Reliefplatten schuf Erich Leiss, die Bronze-Skulptur des heiligen Johannes für das Taufbecken stammt von Wilhelm Heiner aus dem Jahr 1959. Der Altar und der Taufstein wurden in der Peter-und-Paul-Kirche in Dessau wieder aufgestellt.

## Glocken
Die drei Gussstahl-Glocken der Kirche wurden 1958 vom Bochumer Verein für Gusstahlfabrikation (BVG) gegossen.
| Name             | Annette | Christiane | Stefanie-Maria |
| Durchmesser (mm) | 1180    | 980        | 870            |
| Gewicht (ca. kg) | 660     | 354        | 241            |
| Schlagton        | fis′ -1 | a′ -1      | h′ -3          |